# カルディダールル
カルディダールル (Kaldidalur または Kaldidalsvegur) はアイスランド中央高地を通る道路の中ではもっとも短い道で、そのために中央高地の旅行者にとっていわゆる「入門編」であるとされている。「カルディダールル」という名前はアイスランド語で「寒い谷」を意味し、それはこの道の沿線の様子から取られている。ローマンアルファベットでの綴り Kaldidalur は、正式な Kaldidalsvegur を省略して使うものである。

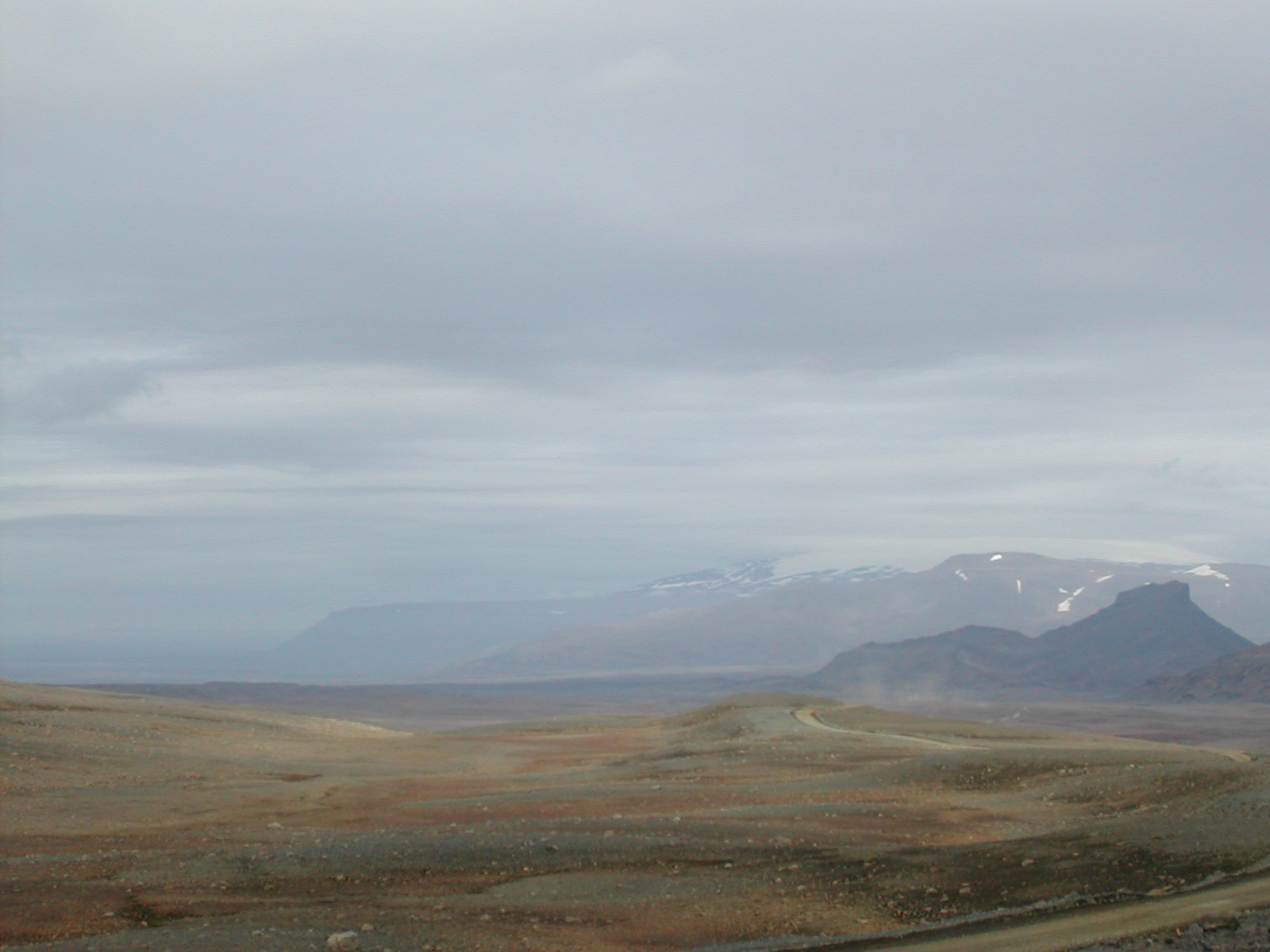
カルディダールルの様子

カルディダールルはシンクヴェトリルの北に端を発し、スキャルドプレイズル山 (en) の西を通る。「スキャルドプレイズル」とは「広い盾」の意味であり、その景観をよく表している。カルディダールルはそこからソゥリスヨークトル氷河 (en) とオク氷河の間を通り、北へ伸びている。さらにレイクホルトの東でレイクホルツダールル谷 (Reykholtsdalur) の近くを通り、フサフェル地区 (en) を通ってさらに北のミズフィヨルズル (Miðfjörður) のクヴァムスタンギ (Hvammstangi) に続く。
中央高地を走る道路としては、他にキョルルとスプレィンギサンドゥルがある。